# Himalmartensus martensi
Himalmartensus martensi – gatunek pająka z rodziny sidliszowatych.
Gatunek ten został opisany w 2008 roku przez Xin-Ping Wanga et Ming-Sheng Zhu na podstawie pięciu samic. Epitet gatunkowy upamiętnia Jochena Martensa.
Długość ciała u holotypowej samicy wynosi 11,3 mm, z czego 3,1 przypada na karapaks, a 5,2 na opistosomę. Szczękoczułki mają po 6 ząbków przedkrawędziowych i 6 zakrawędziowych. Oczy środkowe przednie i tylne są podobnej wielkości, zaś tylne boczne nico mniejsze od największych: przednich bocznych. Epigynium ma mały przedsionek z szeroką, silnie zesklerotyzowaną płytką tylną. Spermateki mają stosunkowo krótkie szypułki wokół których trzy pętle tworzą przewody kopulacyjne, wychodzące z punktów położonych za nasadami spermatek. Nasadowe części spermatek są duże i odległe od siebie mniej więcej o swoją szerokość.
Gatunek znany z dystryktów Katmandu, Ilam i Lamjung w Nepalu.